# Onderste Bosch
Het Onderste Bosch, ook geschreven als Onderste Bos, is een bosgebied in de gemeente Gulpen-Wittem in de Nederlandse provincie Limburg. Het bos ligt ten zuidoosten van Heijenrath, ten zuiden van Eperheide, ten zuidwesten van Epen en ten westen van Diependal. Het ligt op de westelijke dalwand van de Geul, op de oostrand van het Plateau van Crapoel, en is deels een hellingbos. Lager op de hellingen ontspringen ten oosten van het bos de Fröschebron, de Platergrub en de Dorphoflossing.
In het noorden ligt aan de overzijde van de weg De Molt en in het zuiden gaat het bos over in het Bovenste Bosch. Ten westen van het bos ligt meteen de grens met België waar akkers en weilanden gelegen zijn op het plateau. Ten oosten van het bos ligt het Geuldal, waar de zijrivier Terzieterbeek stroomt.
Op de noordoostelijke rand van het bos ligt de Krijtrots van Heimans.

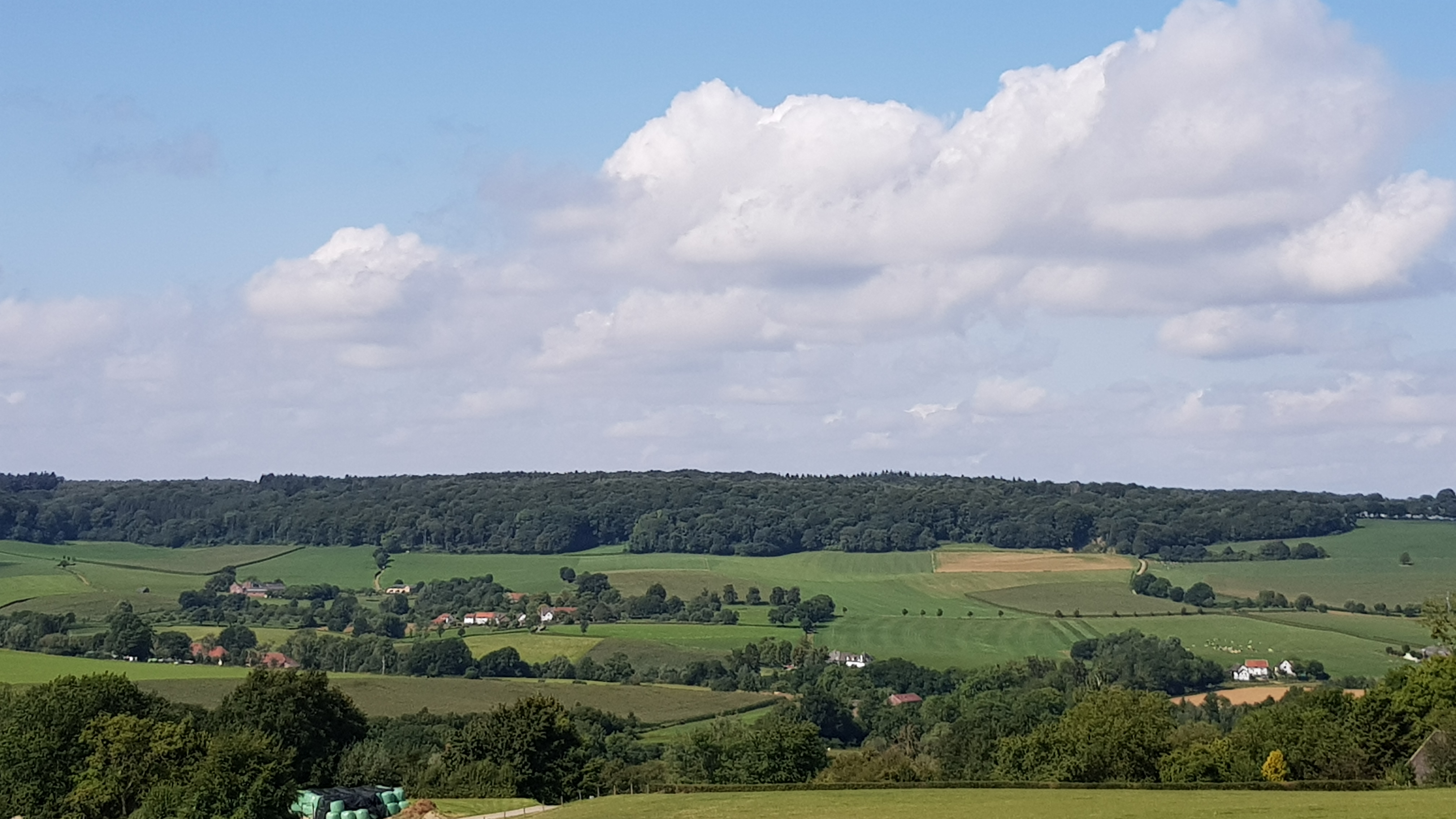
Onderste Bosch gezien vanuit Vijlenerbos
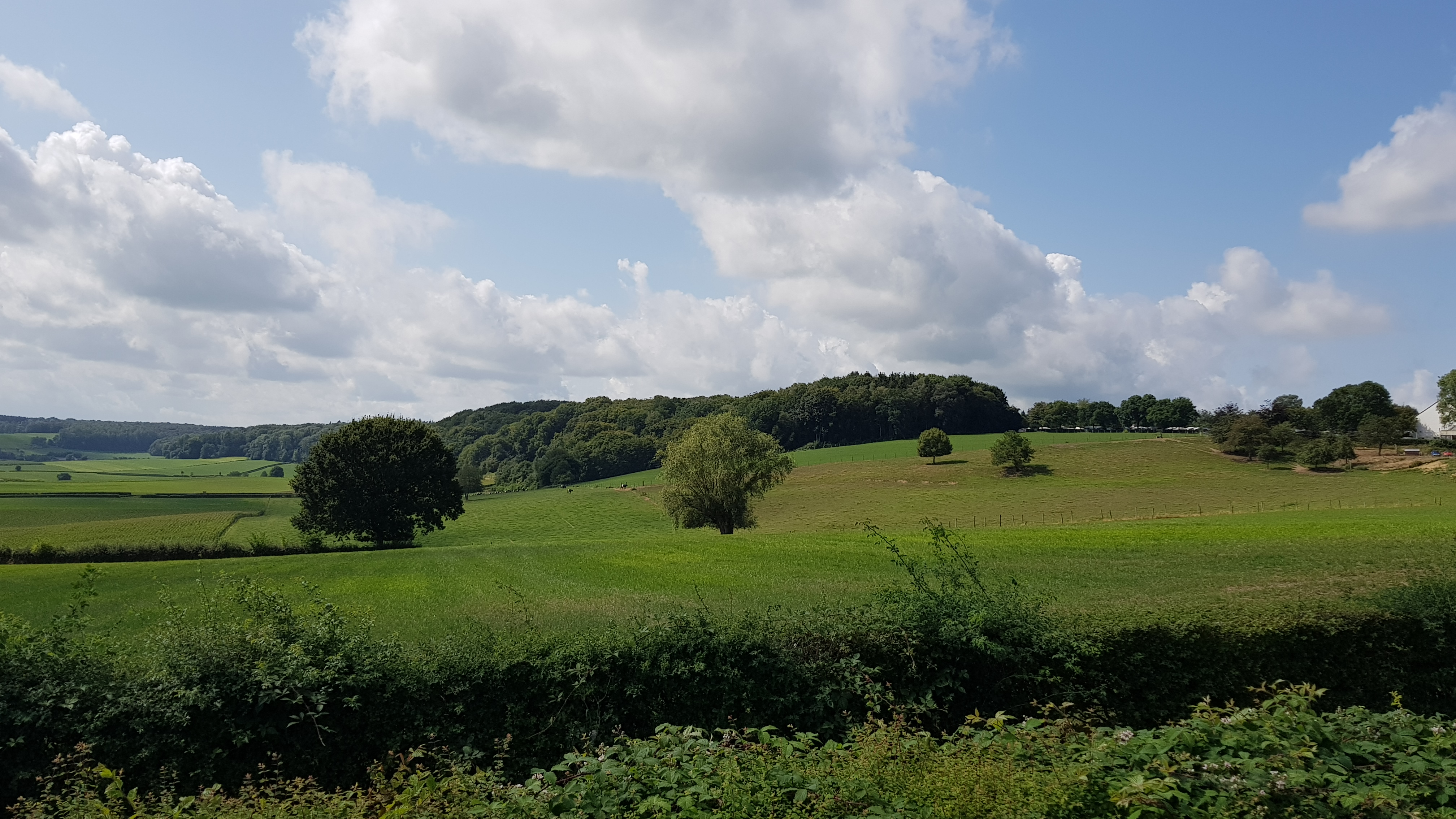
Onderste Bosch gezien vanuit Eperheide